# Robinson Crusoe (1997)
Robinson Crusoe (em português Robinson Crusoé) é um filme estadunidense de 1997 dirigido por Hon Hardy e George T. Miller. É uma adaptação da obra homônima de Daniel Defoe.

## Sinopse
Robinson Crusoé é um tripulante de um navio que registra todas as suas experiências de vida num porém uma tempestade marítima destrói o navio onde Crusoé estava e muda completamente seu destino. Crusoé se torna um solitário náufrago em uma ilha aparentemente desabitada cujo único amigo é um cachorro sobrevivente do naufrágio. Crusoé permanece solitário até que encontra o nativo Sexta-Feira, fugitivo de uma tribo canibal e sanguinária, que recebe esse nome devido ao dia em que Crusoé encontrou-o. Agora Crusoé e Sexta-Feira farão o possível para vencer os terríveis nativos e trazer paz a ilha e aprenderão a perceber o valor de uma verdadeira amizade. Apesar das guerras que Crusoé combateu contra os nativos canibais, ele conseguiu trazer a paz para a ilha e conseguiu a sua liberdade, mas isso tudo teve um preço, que foi a trágica morte de Sexta-Feira.

## Elenco
- Pierce Brosnan.... Robinson Crusoe
- William takeku.... friday
- Polly Walker.... Mary McGregor
- Ian Hart.... Daniel Defoe
- James Frain.... Robert / Ajudante de Defoe
- Damian Lewis.... Patrick Connor
- Martin Grace.... Capitão Braga